# Universitatea Beihang
Universitatea Beihang (în chineză simplificată: 北航大学; chineză tradițională: 北航大學; pinyin: Běiháng Dàxué), cunoscută anterior sub numele de Universitatea de Aeronautică și Astronautică din Beijing (în chineză simplificată: 北京航空航天大学; chineză tradițională: 北京航空航天大學; pinyin: Beijing Hángkōng Hángtiān Dàxué), abreviată ca BUAA sau Beihang (în chineză simplificată: 北航; pinyin: Běiháng), este o universitate de cercetare publică situată în districtul Haidian, Beijing, China. Cursurile oferite pun accentul pe inginerie, tehnologie și științe exacte.

## Istoric

### Primii ani
Beihang a fost formată în 1952 printr-o fuziune a departamentelor aeronautice de la Universitatea Tsinghua, Universitatea Peiyang, Universitatea Xiamen, Universitatea Sichuan, Universitatea Yunnan, Colegiul de Nord-Vest de Inginerie, Universitatea China de Nord și Institutul Aeronautic de Sud-Vest.
Întâlnirea care anunța înființarea Institutului de Aeronautică din Beijing (BIA) a avut loc în aula Institutului de Tehnologie din Beijing pe 25 octombrie 1952. În primele zile ale universității, cele mai multe cadre didactice și studenții trăiau în campusuri ale Universității Tsinghua și Insitutului de Tehnologie din Beijing, înainte de a se muta în noul campus, care a fost ales în luna mai 1953 și situat în satul BaiYanZhuang, districtul Haidian, o suburbie vestică a Beijingului. Construcția clădirilor din noul campus a început pe 1 iunie 1953. În doar șase luni, au fost construite clădiri cu o suprafață de 60.000 m2. Până în octombrie 1953, toți studenții și o parte a cadrelor didactice s-au mutat în noul campus și au început activitatea. Inițial, au existat două departamente cu 4 specializări: Proiectarea Avioanelor și Tehnologia Avioanelor în Departamentul de Inginerie a Avioanelor și Proiectarea Motoarelor și Tehnologia Motoarelor în Departamentul de Inginerie a Motoarelor Avioanelor.

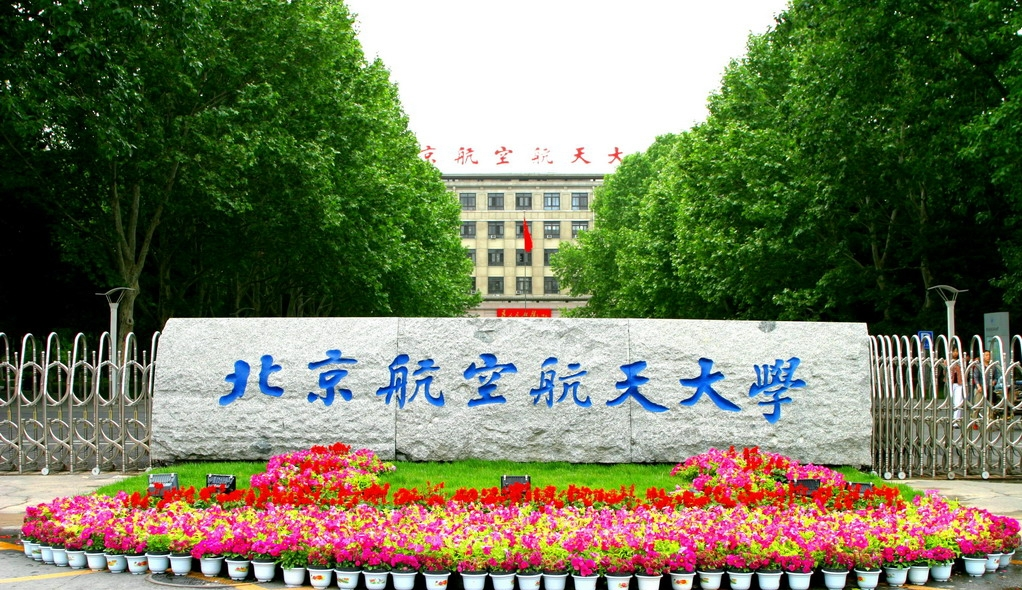
Poarta de est a Beihang (în)

BUAA fost printre primele 16 universități cheie ale Chinei în anii 1950 și a fost între primele 15 pentru dezvoltare cu prioritate conform celui de-al șaptelea plan cincinal (perioada 1986-1990). În timpul celui de-al optulea plan cincinal, a fost enumerată între primele 14 pentru dezvoltare cu prioritate, iar la începutul celui de-al nouălea plan cincinal BUAA s-a numărat printre primele 15 universități din proiectul 211 pentru Învățământul Superior.

### Schimbarea numelui
În 1952, această universitate se numea „Institutul de Aeronautică din Beijing”. În mai 1988, a fost numită „Universitatea de Aeronautică și Astronautică din Beijing”, abreviată „BUAA”. În 2002, consiliul universității a schimbat numele în limba engleză în „Beihang University”, dar a păstrat abrevierea „BUAA”.

### În prezent
Biblioteca universității, cu o suprafață de peste 24.000 m2, are o colecție de peste 1,2 milioane de volume.
În 2005, francezii de la Grande École de inginerie, École Centrale, s-a asociat cu BUAA pentru a crea un program de inginerie de top numit École Centrale de Pékin. Acest program admite doar cei mai buni studenți chinezi după absolvirea Examenelor Naționale de Admitere la Universitate. În 2018, Universitatea de Aviație Civilă din Franța a semnat un acord de parteneriat cu Beihang, cu scopul de a crea o universitatea de aviație civile în Hangzhou.
Culorile oficiale sunt albastru și alb, care simbolizează cerul și, respectiv, norii.

## Absolvenți notabili
- Jiang Bin, miliardarul co-fondator al GoerTek[6]
- Li Peiyao 李沛瑶, fost vice-președinte al Comitetului Permanent al Conferinței Politice Consultative a Poporului Chinez
- Qi Faren, inginer-șef al proiectului spațial Shenzhou
- Yang Dongming, general-locotenent, fost comandant adjunct al Forțelor Aeriene ale Armatei Eliberării Poporului
- Yuan Jiajun 袁家军, comandant al Shenzhou
- Zhang Guoguang, fost guvernator al Liaoning și Hubei